# Gas natural vehicular
|  | Per a altres significats, vegeu «gas natural (desambiguació)». |

S'anomena  gas natural vehicular  (GNV per les seves sigles en català o NGV per les sigles en anglès), al subproducte gasós del petroli que s'utilitza com a combustible. Moltes vegades s'usa el terme  gas natural vehicular  com sinònim de  gas natural comprimit , i en altres casos la combinació  gas natural comprimit vehicular  (GNVC). No obstant això, el GNV pot ser també  gas natural liquat , que també és usat com a combustible vehicular, encara que en una mesura molt menor.
El Gas Natural Vehicular no és el mateix gas d'ús domèstic, ja que el gas d'ús domèstic és una barreja de propà i butà, i el GNV és gas Metà, la diferència entre els dos ve donada bàsicament per la humitat present en el propà, i absent en el metà. Aquest és comprimit generalment a 3.000 PSI per emmagatzemar la major quantitat de metres cúbics en els cilindres, el que brinda més autonomia al vehicle.

## El gas natural com a combustible vehicular en el món
| País         | Vehicles amfibis | Estacions de servei | Percentatge del parc automotor |
| ------------ | ---------------- | ------------------- | ------------------------------ |
| Argentina    | 2.100.000        | 1.900               | 21,7%                          |
| Perú         | 425.513          | 1.442               | 25,0%                          |
| Pakistan     | 1.550.000        | 1.606               | 24,9%                          |
| Brasil       | 1.425.513        | 1.442               | 10,0%                          |
| Itàlia       | 432.900          | 1.142               | 1,1%                           |
| Índia        | 334.820          | 321                 | 2,3%                           |
| Iran         | 263.662          | 179                 | 23,9%                          |
| Estats Units | 146.876          | 1.340               | 0,1%                           |
| Colòmbia     | 340.000          | 614                 | 7,26%                          |
| Xina         | 127.120          | 355                 | 0,4%                           |
| Ucraïna      | 100.000          | 147                 | 2,0%                           |